# Beatrix Busse

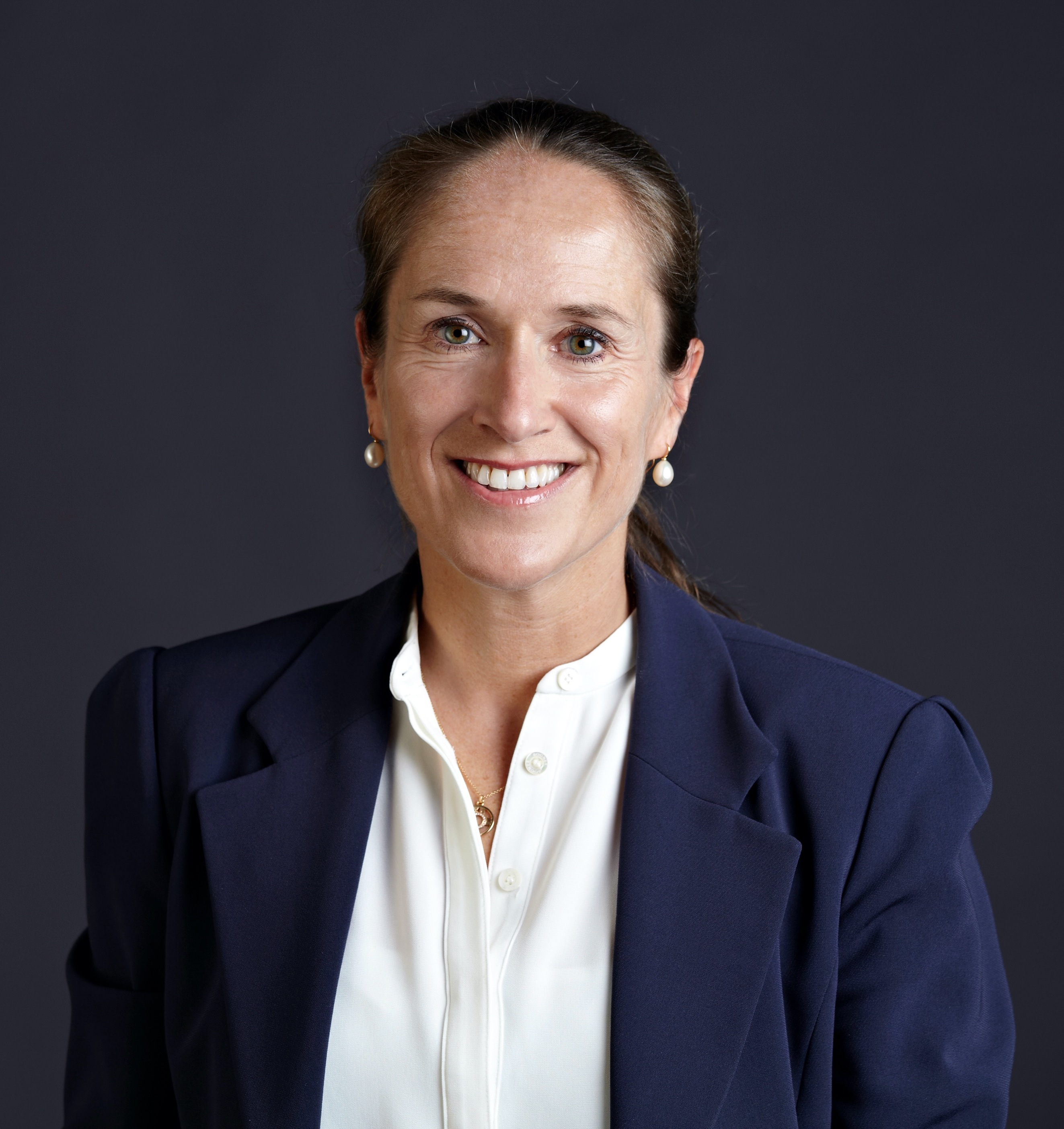
Beatrix Busse (2019)

Beatrix Busse (* 1973 in Haren) ist eine deutsche Sprachwissenschaftlerin. Sie hat die Professur für diachrone englische Sprachwissenschaft an der Universität zu Köln inne.

## Leben
Von 1992 bis 1998 studierte sie Englisch und Geschichte für das Lehramt an Gymnasien an der Universität Osnabrück. Ihre Promotion erfolgte 2004 an der Universität Münster. Die überarbeitete Version ihrer Dissertation erschien im Jahr 2006 mit dem Titel Vocative Constructions in the Language of Shakespeare. Von 2001 bis 2008 war sie als wissenschaftliche Mitarbeiterin an der Universität Münster tätig. Im Jahr 2008 wechselte sie als Assistenzprofessorin an die Universität Bern, wo 2010 ihre Habilitation erfolgte. 
Von 2011 bis 2019 war sie Professorin für englische Sprachwissenschaft an der Ruprecht-Karls-Universität Heidelberg. Von 2013 bis 2019 hatte sie dort auch das Amt der Prorektorin für Studium und Lehre inne. Im Jahr 2019 wechselte sie als Prorektorin für Lehre und Studium an die Universität zu Köln, wo sie seit 2020 auch die Professur für englische Sprachwissenschaft innehat. Sie ist Chief Development Officer von European University for Wellbeing, einer Allianz aus 11 europäischen Universitäten, die mit Erasmus+ Mitteln gefördert wird.

## Forschungsschwerpunkte
Busses Forschungsschwerpunkte sind Geschichte der englischen Sprache, historische Pragmatik, Korpuslinguistik, Soziolinguistik, die Sprache William Shakespeares und Stilistik.

## Publikationen (Auswahl)
- Speech, Writing and Thought Presentation in 19th-Century Narrative Fiction. A Corpus-Assisted Approach, Oxford University Press, 2020. ISBN 978-0-1902-1236-0.
- mit K. Gather und I. Kleiber: Paradigm Shifts in 19th-Century British Grammar Writing – a Network of Texts and Authors, in: C. Claridge und B. Bös (Hrsg.): Norms and Conventions in the History of English, John Benjamins, Amsterdam 2019, S. 49–71
- mit D. McIntyre (Hrsg.): Key Texts in Stylistics. Bloomsbury, London 2014
- mit N. Nørgaard und R. Montoro: Key Terms in Stylistics. Continuum, London 2010
- Vocative Constructions in the Language of Shakespeare. John Benjamins, Amsterdam 2006

## Weblink
- Universität zu Köln: Professorin Dr. Beatrix Busse